# Stadio Al Kuwait Sports Club
Lo stadio Al Kuwait Sports Club è uno stadio calcistico situato nella città di Madinat al-Kuwait, capitale del Kuwait. Ospita le partite casalinghe dell'Al Kuwait Kaifan e ha una capienza di 18.500 spettatori.
Nel 1974 ha ospitato partite della Coppa del Golfo, vinta dalla nazionale di calcio del Kuwait per la terza edizione consecutiva dopo aver battuto per 4-0 l'Arabia Saudita in finale. Nel 2010 ha ospitato le partite di qualificazione a Sudafrica 2010 del Kuwait e nel 2017 alcune partite del Coppa del Golfo.
Ha ospitato anche la finale della Coppa dell'AFC 2009, vinta dall'Al Kuwait Kaifan contro i siriani dell'Al-Karamah.